# Arachnitis uniflora
Arachnitis uniflora Phil. – gatunek wieloletnich, naziemnopączkowych roślin bezzieleniowych z monotypowego rodzaju Arachnitis z rodziny korsjowatych, występujący w Ameryce Południowej, od Boliwii do Falklandów. 

## Morfologia
PokrójDrobne rośliny bezzieleniowe.
ŁodygaPojedynczy pęd naziemny, wyrastający z wiązki krótkich, bulwiastych korzeni.
LiścieRośliny tworzą naprzemianlegle kilka zredukowanych, jajowatych liści.
KwiatyKwiat pojedynczy, obupłciowy, protandryczny, 6-pręcikowy, wyrastający z wierzchołka pędu. Okwiat złożony z 6 listków, 2 zewnętrznych i 4 wewnętrznych. Listki zewnętrzne położone górno-dolnie. Górny listek powiększony, odchylony, u nasady z 2 rzędami pomarszczonych narośli.  Listki wewnętrzne nitkowate lub lancetowate. Pręciki z krótkimi nitkami. Zalążnia dolna, synkarpiczna, zbudowana z 3 owocolistków, z 3 parietalnymi łożyskami. 3 szyjki słupków zakończone 3 wolnymi, włosowatymi znamionami.
OwoceTorebki otwierające się przez wierzchołkowy otwór. Nasiona drobne, pylaste, liczne, z kilkukomórkowym zarodkiem.

## Systematyka
Pozycja systematyczna według Angiosperm Phylogeny Website (aktualizowany system APG IV z 2016)Należy do monotypowego rodzaju Arachnitis z rodziny korsjowatych (Corsiaceae), w rzędzie liliowców (Liliales) zaliczanych do jednoliściennych (monocots).